# Mercedari scalzi
I Mercedari scalzi (in latino Ordo PP. Excalceatorum B. M. V. de Mercede) sono un istituto religioso maschile di diritto pontificio: i frati di questo ordine mendicante pospongono al loro nome la sigla O.M.D.
Sorti nel 1603 all'interno dell'ordine della Mercede come movimento di recollezione, costituiscono una famiglia religiosa autonoma dal 1621.

## Storia
Già negli anni dello scisma d'Occidente, periodo di grave crisi per la vita religiosa, era sorto all'interno dell'ordine mercedario un movimento di recollezione che aveva portato alla creazione di alcuni conventi dove osservare più rigidamente la regola. Il centro promotore della riforma fu la casa di Valladolid, retta da Giovanni di Granada, che predispose un progetto di rinnovamento approvato dal maestro generale dell'ordine, Antonio Caxal, il 24 settembre 1414: tale riforma si propagò e venne abbracciata da numerosi conventi come quello di Nuestra Señora de los Remedios, presso Madrid, che divenne un centro di grande spiritualità.
Nuove istanze di rinnovamento percorsero l'ordine dopo il Concilio di Trento. Il mercedario Juan Bautista González (1554-1616), dopo aver tentato inutilmente di fondare case di recollezione in Perù, nel 1602 tornò in patria divenne cappellano del convento de los Remedios e iniziò a riformarlo, introducendovi un genere di vita più austero nella stretta osservanza della regola. Il maestro generale dell'ordine, Alonso Monroy, sostenne l'iniziativa e incaricò Ferdinando di Santiago di redigere degli statuti da aggiungere alla regola della Mercede, i quali vennero approvati il 27 aprile 1603 dal capitolo provinciale di Castiglia celebratosi a Guadalajara.
L'8 maggio 1603 González adottò il nome di padre Giovanni Battista del Santissimo Sacramento e, assieme a cinque compagni, diede formalmente inizio alla "recollezione", che ebbe come prima sede il convento di Almoraima. Temendo una scissione nell'ordine, nel 1606 papa Clemente VIII vietò la recollezione ma consentì di destinare alcuni conventi in ogni provincia alla vita di penitenza: nonostante la decisione papale, il capitolo generale dell'ordine celebrato a Madrid ratificò gli statuti dei recolletti e il nuovo papa, Paolo V, li approvò il 6 agosto 1607.
Il movimento conobbe una rapida diffusione e nel 1617 esistevano già sette conventi in Castiglia, dieci in Andalusia e otto in Sicilia; il 26 novembre 1621 papa Gregorio XV consentì agli scalzi (come ormai erano chiamati i recolletti) di eleggersi un vicario generale e proibì ai "calzati" di interferire nella vita di quel ramo dell'ordine.
Gli scalzi vennero duramente colpiti dalle soppressioni ottocentesche: la ripresa iniziò solo verso la fine del secolo, quando venne aperta una nuova casa di formazione a Toro (16 agosto 1886).

## Attività e diffusione
La finalità dell'ordine è l'istruzione e l'educazione negli ambienti sfavorevoli alla preservazione della fede; i frati si dedicano anche alla pastorale parrocchiale, alla direzione spirituale delle religiose contemplative, all'assistenza ai carcerati e alle opere sociali (consultori, dispensari, centri medici).
I Mercedari Scalzi sono presenti in Spagna e nella Repubblica Dominicana; la sede generalizia è a Las Rozas, presso Madrid.
Al 31 dicembre 2008, l'ordine contava 11 conventi e 47 frati, 38 dei quali sacerdoti.